# Mark Matwejewitsch Antokolski

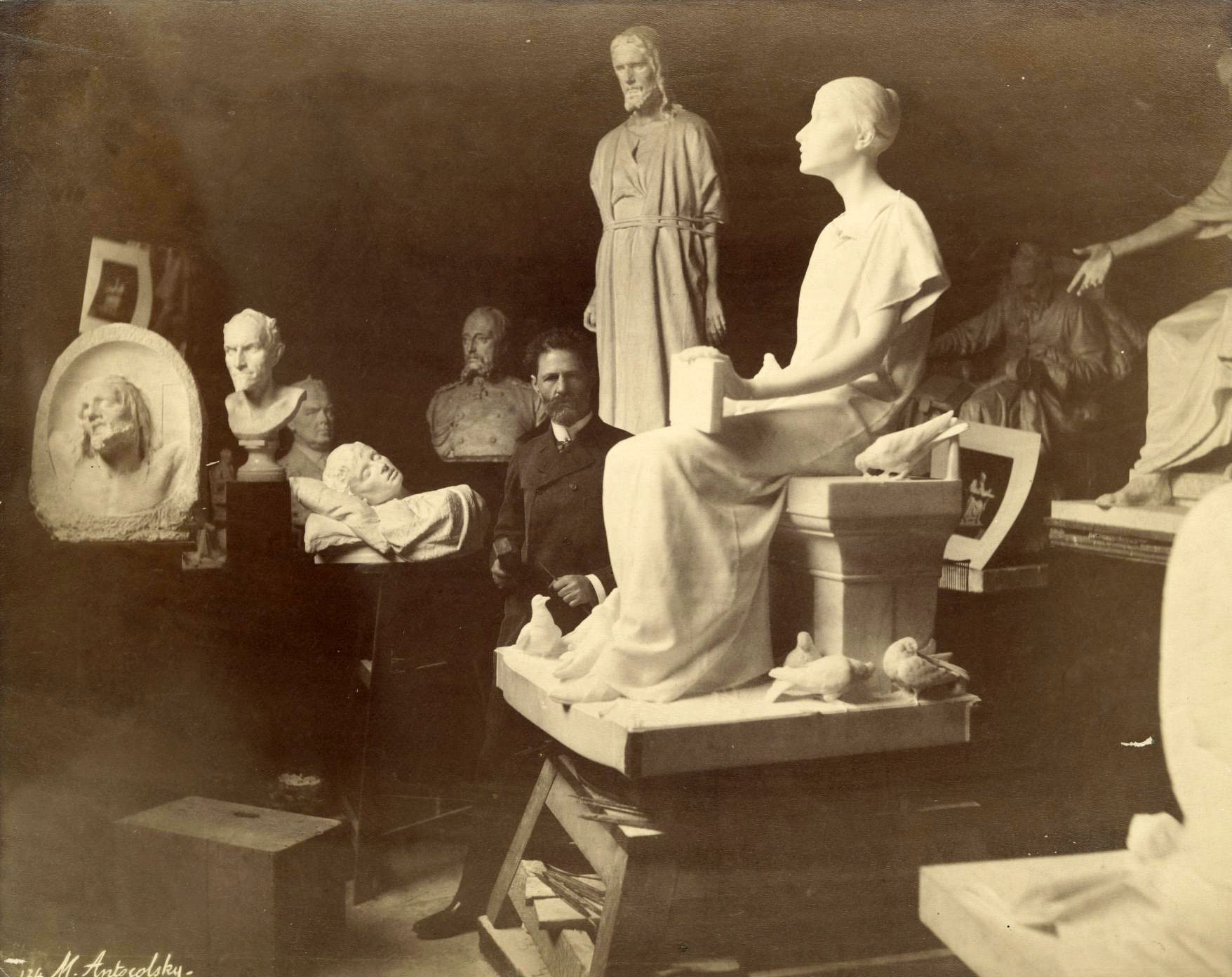
Mark Antokolski in seinem Pariser Atelier

Mark Matwejewitsch Antokolski (russisch Марк Матвеевич Антокольский, eigentlich Morduch Matissowitsch Antokolski; * 21. Oktoberjul. / 2. November 1843greg. in Wilna; † 26. Junijul. / 9. Juli 1902greg. in Frankfurt am Main) war ein russischer Bildhauer.

## Leben

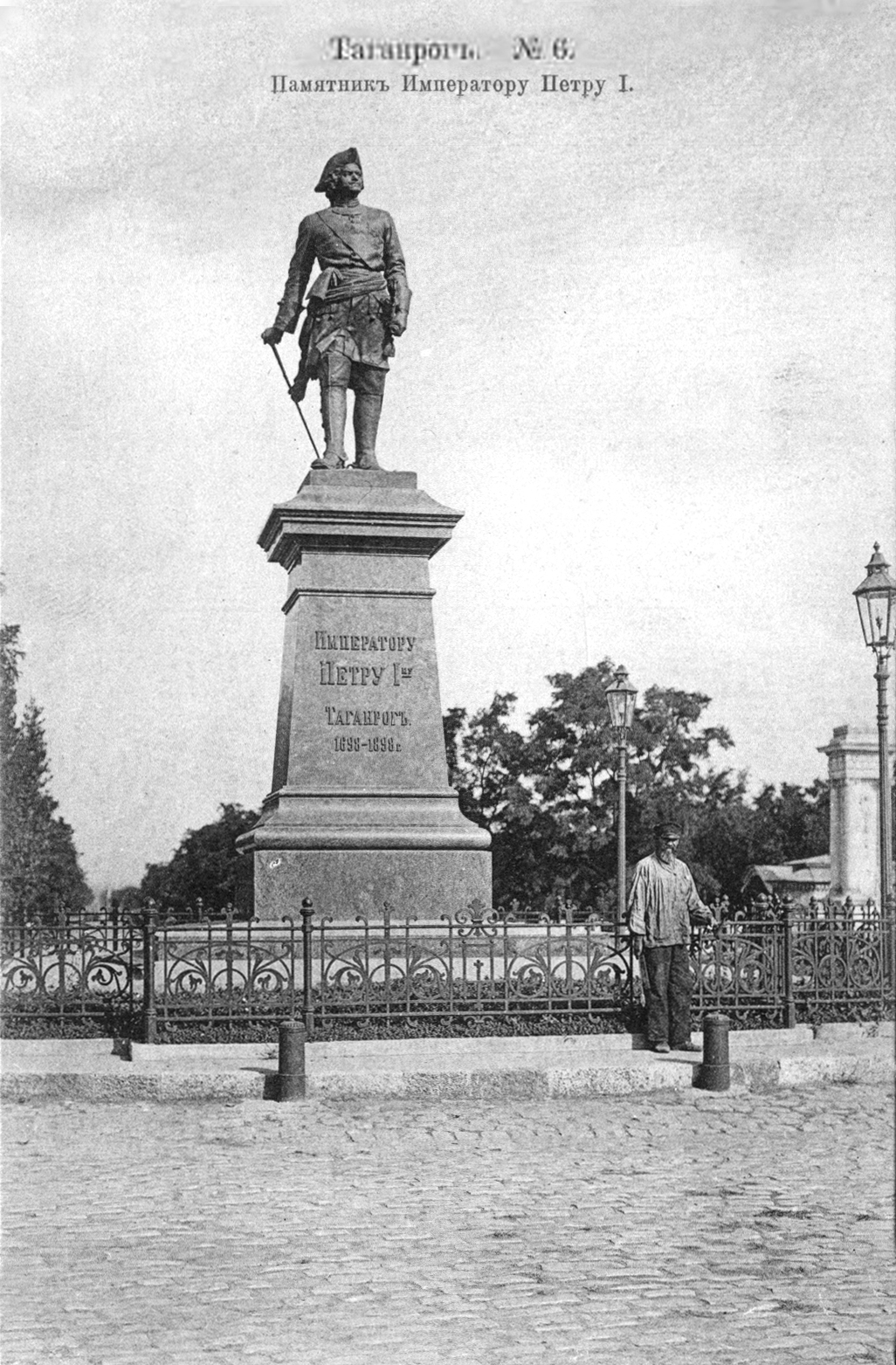
Taganrog/Russland: Denkmal des Zaren Peter des Großen

Als Sohn streng gläubiger und armer Juden in Wilna aufgewachsen (Antokol, heute litauisch Antakalnis, ist ein Stadtteil von Vilnius), hatte der kleine Mark Antokolski viele Widerstände seiner Eltern zu überwinden, als er begann, mit seinem bildnerischen Talent Menschen und Tiere zu malen. Durch die Fürsprache der Gattin des damaligen Gouverneurs von Wilna, Wladimir Nasimow, kam er an die Russische Kunstakademie in Sankt Petersburg. Einer seiner Lehrer war Nikolai Pimenow. Sein erstes bekanntes Werk als Bildhauer war die Holzfigur des „Jüdischen Schneiders“ (1864). Mit der Skulptur „Iwan der Schreckliche“ wurde er 1870 in Russland berühmt; Zar Alexander II. erwarb sie für die damals beträchtliche Summe von 8000 Rubel. Im folgenden Jahr wurde er dafür zum Akademiemitglied ernannt und trat nach der Beendigung seines Studiums eine ausführliche Reise nach Rom und Paris an. In der Folgezeit avanciert er in Sankt Petersburg zu einem der gefragtesten Bildhauer, doch lebte er wegen des in Russland verbreiteten Antisemitismus vorwiegend in Rom und Paris. 1878 stellte er seine Werke auf der Weltausstellung in Paris aus. 1880 wurde er zum Professor ernannt und 1888 als auswärtiges Mitglied in die Académie des Beaux-Arts aufgenommen. 1893 erhielt er auf der Großen Berliner Kunstausstellung eine große Goldmedaille. Seine Marmorstatue „Der sterbende Sokrates“ (1876) steht seit 1917 im Parco Ciani in Lugano.
Neben seiner Tätigkeit als Bildhauer trat er auch als Schriftsteller in Erscheinung, schrieb zahlreiche Beiträge für Kunstzeitschriften und kurz vor seinem Tod das Buch „Ben Isaak“, das das jüdische Leben im Vilnius seiner Kindheit schildert. Antokolski selbst, der noch mit Jiddisch aufgewachsen war, hatte sich im Verlauf seines Lebens vollkommen an die russische Kultur assimiliert und wird heute in Russland als einer der großen russischen Bildhauer betrachtet.
Nach seinem Tod in Frankfurt am Main wurde er nach Sankt Petersburg überführt und auf dem Preobraschenskoje-Friedhof beerdigt.

## Werke
- "Der jüdische Schneider" / Еврей-портной (1864, Holz)
- "Der Geizige" / Скупой (1865, Elfenbein, Holz; Bas-relief)
- "Der Junge, der Äpfel stiehlt" / Мальчик, крадущий яблоки (1865, Elfenbein)
- "Der Kuss des Judas Iskariot" (1867)
- "Disput über den Talmud" / Спор о Талмуде (1868, Wachs, Holz)
- "Der Angriff der Inquisition auf die Juden" / Нападение инквизиции на евреев (1863–1869, Wachs; Bas-relief)
- "Iwan der Schreckliche" / Иван Грозный (1870 oder 1871, Gips, verloren; 1871, Bronze; 1875, Marmor; 1871 erhielt er für diese Skulptur, den Titel eines Akademikers)
- Peter der Große (große Marmorstatue), die in Peterhof aufgestellt wurde
- Porträt von W. W. Stassow (1873, Marmor, Staatliche Pädagogische Bibliothek Saltykow-Schtschedrin)
- "Jaroslaw der Weise" (Bronzestatue, 1874)
- Dmitri Donskoi (Bronzestatue, 1874)
- Iwan III. (Bronzestatue, 1874)
- "Christus (Jesus in Fesseln) vor der Gerichtsverhandlung des Volkes" / Христос перед судом народа (1874, Bronze, Staatliches Russisches Museum; Marmor, Staatliche Tretjakow-Galerie)
- "Der Tod des Sokrates" / Смерть Сократа (1875, Marmor)
- Skulpturen der kaiserlichen Familie (1875)
- L. N. Tolstoi (1875)
- Grabdenkmal der Fürstin Obolenskaja / Надгробный памятник княгине Оболенской (1875 oder 6, Rom)
- Basreliefs "Der letzte Seufzer" und "Unwiederbringlicher Verlust" / Барельефы «Последний вздох» и «Безвозвратная потеря» (beide 1876)
- Basrelief-Porträt des Barons M. Ginzburg / Барельеф-портрет барона М. Гинцбурга (1878)
- Porträt von Iwan Turgenjew (1880, getönter Gips, Staatliches Russisches Museum)
- "Spinoza" / Спиноза (1882, Marmor)
- "Mephistopheles" / Мефистофель (1883, Marmor)
- "Nicht von dieser Welt (Christlicher Märtyrer)" / Не от мира сего (христианская мученица) (1887, Marmor, ausgestellt in der Tretjakow-Galerie)
- Hochrelief "Jaroslaw der Weise" / горельеф «Ярослав Мудрый» (1889, Majolika, Russisches Museum)
- "Nestor der Chronist" / Нестор-летописец (1890, Marmor, Russisches Museum)
- "Jermak" / Ермак (1891, Bronze, Russisches Museum)
- "Engel" / Ангел (für Tereschtschenkos Grabstein, 1895)
- Statue von Kaiser Alexander II. (1896)
- Statue von Kaiser Alexander III. (zur Aufstellung in den Sälen des Museums von Kaiser Alexander III.),
- Denkmal der Kaiserin Katharina II. für Wilna (1897; enthüllt nach dem Tod des Autors 1902)
- Denkmal für Peter I. in Taganrog (1898)
- Denkmal für K. K. Grot, den Gründer der Schule für blinde Kinder[1] in St. Petersburg (1906)
- Denkmal für Peter I. in Archangelsk (1911)